# و چند داستان دیگر
و چند داستان دیگر عنوان نمایشی از پیام لاریان است که در سال ۱۳۹۶ در تماشاخانه ایرانشهر به روی صحنه رفت. این نمایش در دوره سی و ششم جشنواره بین‌المللی تئاتر فجر موفق به دریافت جوایز بهترین نمایش، بهترین کارگردانی، بهترین طراحی صحنه و بهترین بازیگر زن گردید.
این نمایشنامه در سال ۱۳۹۸ توسط نشر آواژ منتشر شد.

## داستان
نمایش از پنج داستان کوتاه مرتبط تشکیل شده که حول محور خشونت می‌گردد.

## عوامل
در این نمایش بازیگرانی چون مهدی حسینی نیا، حمید رحیمی، جواد پولادی، معصومه کریمی، مجتبی فلاحی، سینا کرمی، افشین زمانی، الهه شه پرست، کیوان ساکت اف، سجاد تابش، عامر مسافر آستانه، مریم نقیبی و ملودی آرام نیا به ایفای نقش می پرداختند. سعید حسنلو به عنوان طراح صحنه، سمانه احمدی مطلق به عنوان طراح لباس، نورالدین حیدری ماهر به عنوان تهیه کننده، مینا فرهمند به عنوان مدیر اجرا، مهدی دوایی به عنوان طراح پوستر و آزاده بخشی به عنوان دستیار کارگردان این نمایش را همراهی می کردند.